# Laukvika (Nordland)
Laukvika est une localité du comté de Nordland, en Norvège.

## Géographie
Administrativement, Laukvika fait partie de la kommune de Vågan.